# Cleora munditibia
Cleora munditibia là một loài bướm đêm trong họ Geometridae.